# Ágios Athanásios (ort i Grekland, Mellersta Makedonien)
Ágios Athanásios är en ort i Grekland.   Den ligger i prefekturen Nomós Thessaloníkis och regionen Mellersta Makedonien, i den norra delen av landet, 300 km norr om huvudstaden Aten. Ágios Athanásios ligger 21 meter över havet och antalet invånare är 4 648.
Terrängen runt Ágios Athanásios är huvudsakligen platt, men norrut är den kuperad. Runt Ágios Athanásios är det ganska tätbefolkat, med 192 invånare per kvadratkilometer. Närmaste större samhälle är Thessaloníki, 18,8 km öster om Ágios Athanásios. Trakten runt Ágios Athanásios består till största delen av jordbruksmark.